# Туризам у Либији
Туризам у Либији био је у развитку од почетка 21. века, све до Рата у Либији 2011. године, када је ова индустрија потпуно уништена. Пре рата Либију је посећивало 149.000 туриста 2004. године, 180.000 године 2007, а наредних година је број туриста такође растао, али опет чинио је тек 1% бруто друштвеног производа земље. Земља је најпознатија по остацима грчких и римских објекта, ако и по пределима пустиње Сахаре.
Данас Либија не издаје туристичке визе, а њене границе са Чадом, Суданом и Алжиром су затворене.
Од 2017. године, Влада Сједињених држава, Новог Зеланда, Аустралије, Канаде, Републике Ирске, Уједињеног Краљевства, Шпаније, Француске, Мађарске, Летоније, Немачке, Словачке, Естоније, Италије,Пољске, Бугарске, Норвешке, Хрватдске, Румуније, Словеније, Чешке, Русије, Јужне Кореје, Кине и Јапана саветују своје држављане да не путују у Либију, осим у неопходним случајевима.
Најчешће коришћен превоз између градова у Либији је аутобус, у држави нема железница.

## Знаменита места
Културни туризам био је успостављен у Либији. У земљи постоји пет локација које су под окриљем Унеска, на листи Светске баштине, а њих три су археолошка налазишта. Римски градови Сабрата и Лептис Магна у западном делу земље, као и остаци грчког града Кирена, биле су најпосећеније су туристичке атракције. Такође једна од атракција либијског археолоског налазита је стари град Гадамес, који ипак није толико посећен од стране туриста, као локације у северној Африци и јужној Европи.

### Римска утврђења
Стари римски град Сабрата, налази се 80 км западно од Триполија. Лука у граду је основана за време Феникије због трговине, око 500. п. н. е. Касније је била део краљевства Масиниса, да би се у у 2. и 3. веку романизовао. Град је претрпео велику штету током 4. века, а рестауриран је скромно од стране визанијских гувернера. Осим добро очуваног позоришта из 3. века, у Сабрати се налазе три храма. На простору града постје остаци и хришћанске базилике из времена Јустинијана I, као и музеј који садржи неке ископане предмете, док се већина других ствари чува у Народном музеју Триполија.
Лептис Магна такође познат као Лектис Магна (или Лепкис Магна у неким изворима) или Неаполис, био је знаменити град у Римском царству. Његове рушевине се налазе у Ел Хумсу у данашњој Либији, 130 км источно од Триполија, на обали где се Лебда улива у море. Локалитет представља неке од најбоље очуваних римских рушевина на подручју Медитерана.

### Грчка утврђења
Кирена је припојена Римском царству, а основана 630 године п. н. е. Кирена била је древна грчка колонија у данашњој Либији, најважнији и најстарији од пет грчких градова у тој регији. По њој је источна Либија добила свој класични назив Киренаика који се одржао до данашњих дана.
Кирена се налази у плодној долини у висоравни Ел Џабал ел Ахдар. Названа је по извору Кире, којег су Грци посветили Аполону. Град је најпознатији као седиште познате филозофске школе коју је у 3. веку п. н. е. основао Аристип, следбеник Сократа.
Триполи је главни град Либије. Град се налази на северозападу земље, на ивици пустиње и на обали Средоземног мора. Град су основали Феничани у седмом веку пре нове ере. У античко доба је био познат као Оеа, и тада је био један од три града регије Триполитанија. Од првог века пре нове ере налазио се под влашћу Римљана, а касније Византије. Арапи су га зауезели 645. године.
Турска колонијална престоница је постао 1551. године када је пао под власт Османлија. Италијани су град држали под својом влашћу од 1911. до 1943. када су га заузели Британци. Град је био под влашћу Британије све до 1953. када је Либија стекла независност.

### Сахара
Пустиња Сахара заузима више од 92% либијске територије и представља важну туристичку локацију Либије, са многим атракцијама, које укључују историјске, природне и културне атракције. Постоји велики број оаза које су окружене песком, а понекад и језерима, а због њихове лепоте често су посећена. Поред богатства оаза, постоји неколико древних градова на простору либијског дела Сахаре.

## Либијска кухиња
Либијска кухиња је углавном једноставна и веома слична са сахарском кухињом, а утицај на њу имале су османска и италијанска кухиња. У многим неразвијеним подручјима и малим градовима ресторана нема или има мало, а продавнице хране су једини извор за добивање прехрамбених производа. Нека од традиционалних либијских јела су кус-кус, базин, слана торта и чорба. Либијски ресторани послужују и међународну кухињу, а на менију је јагњетина, пилетина, поврће, кромпир и макарони. Конзумирање алкохола је забрањено у целој земљи.
Постоје четири главна састојка традиционалне либијске хране: маслина и маслиново уље, датула, жито и млеко.

## Галерија
- Морски предео
- Језеро у пустињи Убари
- Мартинов трг у Триполију
- Амфитеатар у Лептис Манги
- Храм посвећен Зевсу у Кирени

- Цртежи на стенама
- Музеј у Триполију
- Морски предео